# Buğrahan Tuncer
Ahmet Buğrahan Tuncer (Fatih, 23 marzo 1993) è un cestista turco.

## Carriera
Con la Turchia ha disputato i Campionati mondiali del 2019 e i Campionati europei del 2022.

## Palmarès

### Club

#### Competizioni nazionali
- Campionato turco: 3

Anadolu Efes: 2018-19, 2020-21, 2022-23
- Coppa del Presidente: 3

Anadolu Efes: 2018, 2019, 2022
- Coppa di Turchia: 1

Anadolu Efes: 2022

#### Competizioni internazionali
- Eurolega: 2

Anadolu Efes: 2020-21, 2021-22

### Nazionale
- Europei Under-18: 
 Polonia 2011